# Lanzamiento del misil de Corea del Norte sobre Japón
El 29 de agosto de 2017, a las 05:57 KST, Corea del Norte lanzó un misil balístico Hwasong-12 que pasó sobre Hokkaido, la segunda isla más grande de Japón. El misil viajó 2.700 kilómetros (1.700 millas) y alcanzó una altura máxima de 550 kilómetros (340 millas). Este fue el segundo vuelo de prueba exitoso del misil Hwasong-12, después de tres pruebas fallidas.

## Lanzamiento
El primer ministro japonés, Shinzo Abe, calificó esta prueba de "un acto imprudente de lanzar un misil que vuela sobre nuestro país es una amenaza sin precedentes, seria e importante". Corea del Norte previamente había evitado cuidadosamente el envío de misiles de prueba sobre Japón usando trayectorias muy elevadas, y había lanzado lanzamientos de satélites más recientes al sur evitando Japón. El misil estaba a una altitud de más de 400 kilómetros (250 mi) sobre Japón, y el ejército japonés no intentó derribar el misil.
Los ciudadanos japoneses que vivían bajo la trayectoria de vuelo del misil recibieron un mensaje de alerta a Japón en sus teléfonos celulares a las 6:02 a. m., apenas cuatro minutos después de que el proyectil fue lanzado, despertando a algunos del sueño. El misil fue lanzado del Aeropuerto Internacional de Pionyang Sunan, presumiblemente usando un lanzador móvil. Según se informa, se rompió en tres partes antes de salpicar en el Océano Pacífico; no está claro si esto fue intencional. Teniendo en cuenta la posición geográfica de Corea del Norte, para un vuelo de prueba no ensanchado en este rango no había otra alternativa práctica para pasar por Japón.
Esta fue la quinta vez que Corea del Norte disparó un cohete sobre el archipiélago japonés, aunque el lanzamiento fue el primer lanzamiento de misiles, excluyendo los cuatro lanzamientos previos que Corea del Norte afirmó ser lanzamientos de satélites.